# 鄧粲
邓粲（？—？），長沙郡人，东晋政治人物、歷史家。

## 生平
父為大司农邓骞。邓粲年少时，以高洁知名，志存遁逸，隐居于山林民间。377年，桓冲派人请他出任荆州别驾，受到以前隐逸时的好友刘麟之、刘尚公指责。邓粲答：“足下可谓有志于隐而未知隐。夫隐之道，朝亦可隐，市亦可隐，隐初在我而不在于物。”
邓粲政绩斐然，深受倚重，後患上足症，不能正常朝拜和处理政事，因此请求辞去职务，但桓冲不接受，要求他就躺着处理事务。384年，桓冲病逝。不久，邓粲就以病为由告退，专门从事著述。

## 著作
邓粲代表作为《晋记》，又名《元·明纪》，书中记述西晋一代，特別是元帝、明帝两朝的历史，共10卷，原书早佚，並將某些名臣、文人、处士、列女、清谈家的旧闻轶事列于篇中。现存的是清代汤球和陈运溶的两种辑佚本。汤球的《邓粲晋记》分别辑自《太平御览》、《世说新语》及《北堂书钞》等书，共记史事49条；陈运溶本取材于《世说新语》、《北堂书钞》、《初学记》、《太平御览》，共录史事45条。
刘勰《文心雕龙·史传》：“案《春秋》经传举例发凡，自《史》、《汉》以下，莫有准的。至邓粲《晋纪》，始立条例。”
《晋纪》的范例有许多可取之处。《春秋》在正文前首先清楚写明作者命笔之初的主张、记言记事的法规，从而既反映作者的编纂方法，也反映作者的观点、宗旨，这样方式被称作“举例发凡”。但汉代的史学家却都不采用，直到邓粲著《晋纪》才子恢复，因而受到刘勰等人们的赞扬。

## 延伸阅读
[在维基数据编辑]
 《晉書·卷082》，出自房玄齡《晉書》